# هانتاویروس
هانتاویروس یا ویروس هانتا یک ویروس تک-رشته‌ای، غلاف-دار با آران‌ای با سو-منفی است. این ویروس از خانوادهٔ هانتاویریدا از راستهٔ ویروس‌های بانیا است. این ویروس‌ها معمولاً جوندگان را آلوده می‌کنند اما در آنها ایجاد بیماری نمی‌کنند. انسان هم از راه تماس با ادرار، مدفوع یا آب دهان این جوندگان می‌توانند بیمار شود که این بیماریها گاهی می‌توانند مرگ آور هم باشند. مانند تب خونریزی دهنده به همراه سندرم کلیوی (HFRS) و سندرم ریه ویروس هانتا (HPS) که به آن سندرم قلب و ریهٔ ویروس هانتا (HCPS) هم گفته می‌شود.
آلودگی انسان از ویروس‌های هانتا معمولاً به دلیل تماس مستقیم انسان با جوندگان (یا ذرات معلق در هوا از جوندگان آلوده) پدید می‌آمد در حالی که در سال‌های ۲۰۰۵ و ۲۰۱۹ انتقال انسان به انسان هم در آمریکای جنوبی از ویروس آند گزارش شد.
ویروس آند، تنها نمونهٔ هانتا ویروس است که انتقال انسان به انسان دارد و از طریق مایعات بدن و تماس طولانی مدت منتقل می‌شود.
این نمونهٔ ویروس هانتا(آند) تنها در آمریکای‌جنوبی دیده شده‌است.
نام ویروس هانتا از رود هانتان در کرهٔ جنوبی گرفته شده‌است جایی که نخستین بار بیماری آن منتشر شد و توسط هو وانگ لی در سال ۱۹۷۶، منطقه قرنطینه شد.
از چهره های سرشناس که در اثر این ویروس جان خود را از دست داده اند می توان به بتسی آراکاوا همسر بازیگر معروف هالیوود جین هکمن اشاره کرد.

## پیشگیری
براساس سایت مرکز کنترل و پیشگیری بیماری‌های ایالات متحده آمریکا(CDC)، بهترین را پیشگیری در برابر مبتلا شدن به هانتا، از بین بردن یا به حداقل رساندن تماس با جوندگان در خانه، محل کار یا اردوگاه است.

## پیشینه
ویروس‌های هانتا پدیده ای نسبتاً جدیدند؛ تب خونریزی دهنده به همراه سندرم کلیوی در جریان جنگ کره در میان سربازان آمریکایی و کره ای (۱۹۵۰ تا ۱۹۵۳) دیده شد. این بیماری ناشی از آلودگی به ویروس هانتا بود که باعث بیماری بیش از ۳۰۰۰ سرباز شد و نشانه‌هایی شبیه نارسایی کلیه، خونریزی عمومی و شوک داشت. نرخ مرگ ناشی از این ویروس بیش از ۱۰ درصد بود. نام ویروس هانتا از نام رود هانتان گرفته شده‌است. هو وانگ لی ویروس‌شناس کره ای توانست در سال ۱۹۷۶ این ویروس را از شُش یک موش چمنی بدست آورد.
در ۱۹۹۳ شیوع سندرم ریه ویروس هانتا در منطقهٔ چهار گوشه آمریکا در جنوب غرب این کشور دیده شد. عامل ویروسی این بیماری چند هفته پس از شیوع آن شناسایی شد و به آن Sin Nombre virus به صورت خلاصه SNV گفته شد که در زبان اسپانیایی یعنی ویروس بی‌نام. تری یتس استاد دانشگاه نیومکزیکو، موش‌های آهویی را ناقل این بیماری دانست.